# Oituz (okręg Konstanca)
Oituz – wieś w Rumunii, w okręgu Konstanca, w gminie Lumina. W 2011 roku liczyła 715 mieszkańców.